# La Casita
La Casita är en ort i Mexiko.   Den ligger i kommunen San Francisco de los Romo och delstaten Aguascalientes, i den centrala delen av landet, 400 km nordväst om huvudstaden Mexico City. La Casita ligger 1 920 meter över havet och antalet invånare är 197.
Terrängen runt La Casita är lite kuperad, och sluttar västerut. Runt La Casita är det tätbefolkat, med 459 invånare per kvadratkilometer. Närmaste större samhälle är Aguascalientes, 9,8 km söder om La Casita. Trakten runt La Casita består till största delen av jordbruksmark.